# Lode (Cambridgeshire)
Lode est une paroisse civile et un village du Cambridgeshire, en Angleterre.